# 喬爾諾澤姆內 (瓦西里夫卡區)
47°21′37″N 35°28′27″E / 47.36028°N 35.47417°E
喬爾諾澤姆內（烏克蘭語：Чорноземне）是位於烏克蘭東南部的村莊，由扎波羅熱州瓦西里夫卡區的羅茲多爾市鎮負責管轄。該村處於卡拉喬克拉克河畔，距離澤萊內哈伊2公里，始建於1850年，面積0.697平方公里，海拔高度90米，2001年人口142。